# Yulia Skopá
Yulia Vitálievna Skopá, en ruso: Юлия Витальевна Скопа́, también Tókareva, Токарева  (nacida el 15 de marzo de 1978 en Moscú, Rusia), es una exjugadora de baloncesto rusa. Consiguió cinco medallas en competiciones internacionales con Rusia. 